# Dieter H. Kollmer
Dieter H. Kollmer (* 17. Juni 1964 in Hamburg) ist ein deutscher Stabsoffizier (Oberstleutnant) und Militärhistoriker.

## Jugend und Ausbildung
Kollmer wuchs in der  Freien und Hansestadt Hamburg auf und besuchte das Gymnasium Müssenredder (Abitur 1983) in Hamburg-Poppenbüttel sowie in einem Austauschjahr die Lawton High School (High School Diploma 1982) in Lawton, Oklahoma. Nach dem Abitur trat er 1984 als Offizieranwärter des Heeres in die Bundeswehr ein. Im Anschluss an seine militärische Ausbildung und verschiedenen Verwendungen in der Fernmeldetruppe des Heeres in Neumünster und Buxtehude sowie als Jugendoffizier, studierte er von 1989 bis 1998 Geschichte und Volkswirtschaftslehre an der Albert-Ludwigs-Universität Freiburg, der Universität Basel und der Technischen Universität Dresden. Während seines Studiums (1990) wurde Kollmer Mitglied des Corps Rhenania Freiburg, der ältesten noch existierenden Studentenverbindung der Freiburger Universität. Im Sommer 1998 wurde er bei Ulrich Kluge an der Universität Freiburg im Breisgau mit der Dissertation Rüstungsgüterbeschaffung in der Aufbauphase der Bundeswehr. Der Schützenpanzer HS 30 als Fallbeispiel, 1953–1961 zum Dr. phil. promoviert.

## Streitkräfte und Wissenschaft
Nach Beendigung des Studiums wurde er als Kompaniechef der 2. Kompanie des Fernmeldebataillons 430 in Blankenfelde-Mahlow eingesetzt. Im Frühjahr 2000 absolvierte er den Stabsoffizierlehrgang (SOL) an der Führungsakademie der Bundeswehr in Hamburg. Von 2000 bis 2005 lehrte Kollmer als Dozent für Militärgeschichte an der Offizierschule des Heeres (OSH) in Dresden. In der nachfolgenden Verwendung entwickelte er als wissenschaftlicher Mitarbeiter im „Modul Einsatzunterstützung“ am Militärgeschichtlichen Forschungsamt (MGFA) in Potsdam gemeinsam mit Bernhard Chiari die Reihe Wegweiser zur Geschichte weiter und durchlief darüber hinaus die Ausbildung für höhere amerikanische Stabsoffiziere (Joint Professional Military Education) im zweiten Halbjahr 2007 am Joint Forces Staff College (JFSC) in Norfolk, Virginia (USA). Zwischen 2007 und 2018 gehörte er der Redaktion der Militärgeschichtlichen Zeitschrift (MGZ) an, der größten militärhistorischen Fachzeitschrift im deutschsprachigen Raum.
Von 2008 bis 2010 war Kollmer Referent für Militärgeschichte und Tradition im Führungsstab der Streitkräfte (FüS I 4) in Bonn. Im Sommer 2010 übernahm er die Leitung des Bereichs „Historische Bildung“ (AIF I) am MGFA und wurde schließlich zu Jahresbeginn 2013 Projektleiter „Geschichte der Bundeswehr“ im Forschungsbereich „Deutsche Militärgeschichte ab 1945“ im Zentrum für Militärgeschichte und Sozialwissenschaften der Bundeswehr (ZMSBw). Zwischen 2015 und 2021 war er zusammen mit Rüdiger Wenzke, Ralf Vollmuth, Klaus Storkmann, Christoph Nübel und Dorothee Hochstetter an dem wegweisenden Forschungsprojekt Deutsch-Deutsche Militärgeschichte am ZMSBw beteiligt. Seine Forschungsschwerpunkte sind Wirtschafts- und Militärgeschichte, Deutsch-dänische Beziehungen, Geschichte der Rüstung, Kalter Krieg und Offizierausbildung.
Mitte März 2021 übernahm Dieter H. Kollmer dann eine beratende Funktion im Internationalen Militärstab der NATO in Brüssel.

## Universitäten und Beiräte
Seit 2011 hat er einen Lehrauftrag am Fachbereich Soziologie der Wirtschafts- und Sozialwissenschaftlichen Fakultät der Universität Potsdam inne. Zudem lehrt Kollmer seit Sommer 2016 als externer Dozent mit einem Lehrauftrag an der Universität der Bundeswehr München am Zentralinstitut Studium plus.
Im September 2017 wurde Kollmer vom damaligen österreichischen Verteidigungsminister Hans Peter Doskozil in den Militärhistorischen Beirat der Wissenschaftskommission beim Bundesministerium für Landesverteidigung und Sport berufen. Seit 2018 gehört er zudem dem Beirat des Center for Koldkrigsstudier an der Syddansk Universitet Odense an.

## Mitgliedschaften
Dieter H. Kollmer ist u. a. Mitglied in der Deutschen Kommission für Militärgeschichte innerhalb der Internationalen Kommission für Militärgeschichte, im Arbeitskreis Militärgeschichte, in der Clausewitz-Gesellschaft und in der Gesellschaft für Sicherheitspolitik. 
Seit 2015 gehört Kollmer darüber hinaus dem  FC St. Pauli und  dem Rotary Club Potsdam-Belvedere an.

## Schriften (Auswahl)

### Monografien
- Rüstungsgüterbeschaffung in der Aufbauphase der Bundeswehr. Der Schützenpanzer HS 30 als Fallbeispiel, 1953–1961 (= Beiträge zur Wirtschafts- und Sozialgeschichte, Nr. 93). Steiner, Stuttgart 2002, ISBN 3-515-08077-5.
- mit Helmut R. Hammerich, Martin Rink, Rudolf J. Schlaffer: Das Heer 1950–1970. Konzeption, Organisation, Aufstellung (= Sicherheitspolitik und Streitkräfte der Bundesrepublik Deutschland, Band 3), Oldenbourg, München 2006, ISBN 3-486-57974-6.
- Von der Staatsgründung zum Mauerbau. Das geteilte Deutschland in den 1950er Jahren. Ein Überblick. Erfurt und Berlin 2021. ISBN 978-3-948-64325-6.

### Herausgeberschaften
- mit Bernhard Chiari: Demokratische Republik Kongo (= Wegweiser zur Geschichte). Schöningh, Paderborn u. a. 3 Auflagen 2006–2008, ISBN 978-3-506-75745-6.
- mit Andreas Mückusch: Horn von Afrika (= Wegweiser zur Geschichte). Schöningh, Paderborn u. a. 2 Auflagen 2007/2019, ISBN 978-3-506-76397-6.
- mit Bernhard Chiari: Naher Osten (= Wegweiser zur Geschichte)., Schöningh, Paderborn u. a. 2 Auflagen 2007/2009, ISBN 978-3-506-76759-2.
- mit Bernhard Chiari: Sudan (= Wegweiser zur Geschichte). Schöningh, Paderborn u. a. 2008, ISBN 978-3-506-76396-9.
- „Vom Einsatz her denken!“. Bedeutung und Nutzen von Militärgeschichte zu Beginn des 21. Jahrhunderts (= Potsdamer Schriften zur Militärgeschichte. Bd. 22). Im Auftrag des Zentrums für Militärgeschichte und Sozialwissenschaften der Bundeswehr, ZMSBw, Potsdam 2013, ISBN 978-3-941571-26-6.
- Militärisch-Industrieller Komplex? Rüstung in Europa und Nordamerika nach dem Zweiten Weltkrieg. Rombach, Freiburg im Breisgau 2015, ISBN 978-3-7930-9808-9.
- mit Torsten Konopka, Martin Rink: Zentrales Afrika (= Wegweiser zur Geschichte). Im Auftrag des Zentrums für Militärgeschichte und Sozialwissenschaften der Bundeswehr in Zusammenarbeit mit der Landesverteidigungsakademie des Österreichischen Bundesheeres. Ferdinand Schöningh, Paderborn 2015, ISBN 978-3-506-78470-4.
- mit Dorothee Hochstetter: Bundestagsausschuss für Verteidigung. Der Ausschuss für Fragen der europäischen Sicherheit/Ausschuss für Verteidigung: Juli 1955 bis Januar 1956. Im Auftrag des Zentrums für Militärgeschichte und Sozialwissenschaften der Bundeswehr (= Der Bundestagsausschuss für Verteidigung und seine Vorläufer, Band 4), Potsdam, Düsseldorf 2017, ISBN 978-3-7700-1703-4.
- mit Rüdiger Wenzke und Matthias Uhl, Mobilmachung als Teil der Landesverteidigung. Studien zur Kriegsvorbereitung im Ost-West Konflikt. Themenheft Militärgeschichtliche Zeitschrift 79 (2020), 2.